# Новосибирская агломерация
Новосиби́рская агломера́ция (иногда называемая Большой Новосибирск) — крупнейшая городская агломерация Сибири с населением более 2 млн чел. (2019), что составляет более двух третей населения Новосибирской области, более 10 % населения Сибирского федерального округа, 1,4 % населения Российской Федерации. Сформировалась вокруг центра Новосибирской области и Сибирского федерального округа — Новосибирска. Ядро агломерации образуют города Новосибирск, Бердск, Искитим, Обь, рабочий посёлок Краснообск и наукоград — рабочий посёлок Кольцово. Взаимодействие муниципалитетов агломерации осуществляет Координационный совет.

## Планирование проекта Новосибирской региональной агломерации
В середине 1957 г. был создан Совет народного хозяйства (СНХ) Новосибирского экономического административного района, а уже в следующем году в рамках объявленной общесоюзной политики по делегированию полномочий от республиканского центра к региональным совнархозам Новосибирск переходит из республиканского подчинения РСФСР в областное.
Тогда же Министерство коммунального хозяйства РСФСР включило разработку схем и проектов районной планировки Новосибирской области в общий тематический план проектно-изыскательских работ. В 1959 г. институт Гипрогор (Москва), в соответствии с планом Минкомхоза РСФСР, разрабатывает схему районной планировки Приобского промышленного района, центром которого становился Новосибирск (с проектной численностью населения 1,2 млн человек) в окружении десяти городов-сателлитов.

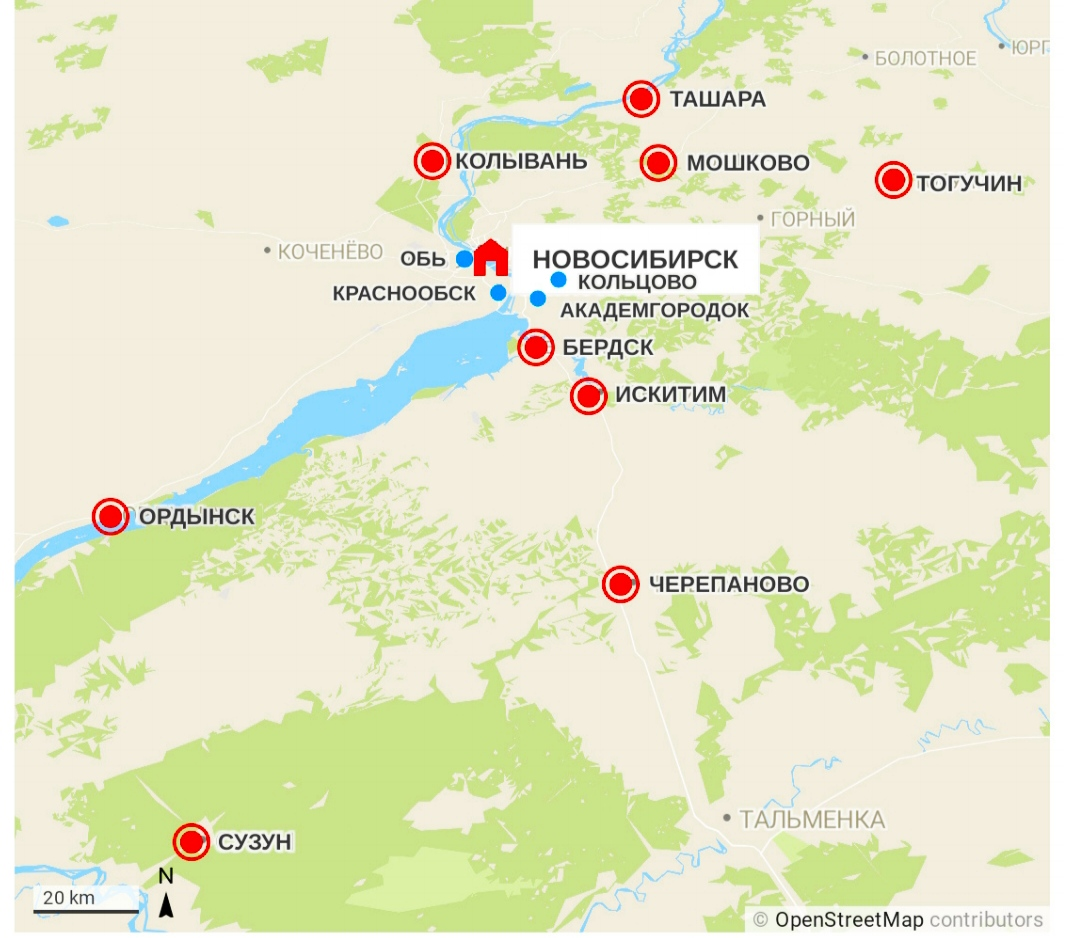
[https://usp.hse.ru/article/view/11567/12463 Городские и поселковые центры Новосибирской области, запланированные к развитию в рамках Приобского промрайона (кон. 1950-х гг.)

В качестве ремарки необходимо отметить, что в 1950-х годах Новосибирск представлял собой, по сути, совокупность 12 крупных поселков — селитебных районов. Необходимость сведения отдельных районов в единое городское пространство вкупе с необходимостью проведения политики по «разгрузке» города привела к формированию двух проектных направлений в развитии Новосибирска: как мегаполиса либо как центра региональной агломерации. Принятый в 1968 г. городской генплан исходил из необходимости разместить промышленные объекты в пределах 100-километрового радиуса от Новосибирска. Речь идет как о выведенных из города предприятиях, так и новых, создаваемых для кооперации с существующими комплексами отраслей промышленности. За счет такого «индустриального экспорта» намеревалось разрешить сразу две проблемы: демографической разгрузки мегаполиса и ограничения роста площадей внутригородских промплощадок, препятствующих развитию селитебных зон. В качестве принимающих площадок были определены сравнительно небольшие областные города — Бердск, Искитим, Черепаново, Колывань, Тогучин, Ордынск и крупные рабочие поселки — Мошково, Ташара, Сузун. Развитие субрегиональных городских и крупных поселковых центров, в свою очередь, коррелировалось с планами развития Приобского промрайона: численность населения в приведенной сети областных поселений планировалась на уровне, не превышающем 30-35 тыс. человек. Соответственно, принятые меры должны были стабилизировать численность населения самого Новосибирска до 1200 тыс. человек.
Как указывает Ринат Резванов в своей исследовательской работе «Под знаком дезурбанизации: взлет и падение советского проекта Новосибирской региональной агломерации» Архивная копия от 13 декабря 2020 на Wayback Machine, специально посвящённой анализу развития агломерационного проекта, в Новосибирской области за всю послевоенную историю сибирской индустриализации так и не сложился ни один промышленный район, как территории с ярко выраженной индустриально-производственной специализацией и групповым размещением предприятий, образующих промышленные центры и узлы. При уже сложившемся Новосибирском промышленном узле как его составной части, так и не состоялся экстерриториальный проект Приобского промышленного района, который должен был охватить территорию в 41 тыс. км. кв. (около четверти территории Новосибирской области) и планировался на стыке Новосибирской, Томской, Кемеровской областей и Алтайского края. Во многом это сказывается на сохранившейся и в наше время в основном сельскохозяйственной и деревоперерабатывающей специализации большинства тех субрегиональных центров, рассматривавшихся в качестве новых точек экономического роста. В итоге большой дезурбанизационный проект так и не был реализован, а Новосибирск продолжил наращивать численность своего населения, уже в 1970-х гг. выйдя за пределы отведенных ему ещё на рубеже 1950—1960-х гг. лимитов.

## Границы и состав Новосибирской агломерации согласно Национальному атласу России
По мнению авторов т. 3 Национального атласа России, Новосибирск не смог сформировать развитую агломерацию. Данное мнение основывается на том, что в пределах 100-километровой зоны его влияния расположено всего лишь 3 города и 9 поселков городского типа. Этим объясняется и гипертрофия центрального города, на долю которого (по подсчётам авторов) приходится 82,5 % городского населения агломерации. Все города и поселки получили свой нынешний статус в XX в. Авторы характеризуют рост Новосибирска как феноменальный: по переписи 1926 г. он уже занял второе (после Омска) место среди городов Сибири и Дальнего Востока, а к переписи 1939 г. Новосибирск вырос ещё в 3,4 раза (Омск — в 1,8) и стал самым большим городом во всей азиатской части России.
По мнению авторов, «всё основное, что определяет роль главного центра агломерации, Новосибирск стремится сосредоточить в своей городской черте или в непосредственной близости от неё. Отчасти этим объясняется малоразвитость зоны городов-спутников».
Источник приводит характеристики основных спутников Новосибирска. Основным является Бердск (в 10 км к югу от Новосибирска), градообразующую основу составляют электротехнические предприятия. Искитим характеризуется как центр промышленности строительных материалов, а город Обь — как центр машиностроения. Авторы указывают, что к югу от центра Новосибирска сформировалась триада академгородков: Российской академии наук (район Новосибирска Академгородок), Сибирского отделения Академии медицинских наук (микрорайон Новосибирска Нижняя Ельцовка) и Академии сельскохозяйственных наук (посёлок Краснообск Новосибирского района).
Авторы отмечают, что за последние десятилетия в Новосибирской агломерации не появилось ни одного нового городского поселения.

## Варианты состава и границ Новосибирской агломерации согласно документам стратегического планирования Новосибирской области

### Определение Новосибирской агломерации в Схеме территориального планирования Новосибирской области

#### Определение Новосибирской агломерации в тексте документов в составе Схемы территориального планирования Новосибирской области
Согласно Схеме территориального планирования Новосибирской области, утверждённой Постановлением администрации Новосибирской области от 07.09.2009 № 339-па Новосибирской агломерации дается следующее определение:
Новосибирская агломерация находится в стадии формирования. В настоящее время наибольшим тяготением к городу обладают населенные пункты в радиусе порядка 50-60 км от центра города, что соответствует 2-часовой доступности на общественном транспорте и определяет внешнюю зону агломерации. В указанную зону входят районные центры: городской округ Искитим и городские поселения в составе муниципальных районов Мошково, Колывань, Коченево; кроме того, Новосибирский муниципальный район и частично прилегающие к нему Мошковский, Искитимский, Коченевский и Колыванский муниципальные районы.
Транспортные связи внешней зоны агломерации осуществляются железнодорожным, автобусным и автомобильным транспортом по дорогам общей сети с использованием местной и междугородной маршрутной сети. При повышении технических возможностей транспортных систем и увеличении скорости сообщения на массовом транспорте агломерационные процессы в перспективе могут усиливаться.

Центральная, внутренняя часть агломерации, которая охватывает, кроме самого города Новосибирска, его пригородную зону, включая Обь, Краснообск, Кольцово, Академгородок, Бердск, Пашино, зоны отдыха по берегам Новосибирского водохранилища и зоны хозяйственного использования вдоль р. Оби на север от города, обслуживается пригородными маршрутами железной дороги и автобусного транспорта.
Таким образом выделяются внешняя и внутренняя (ядро) зоны формирующейся Новосибирской агломерации.

#### Границы Новосибирской агломерации на картах в составе Схемы территориального планирования Новосибирской области

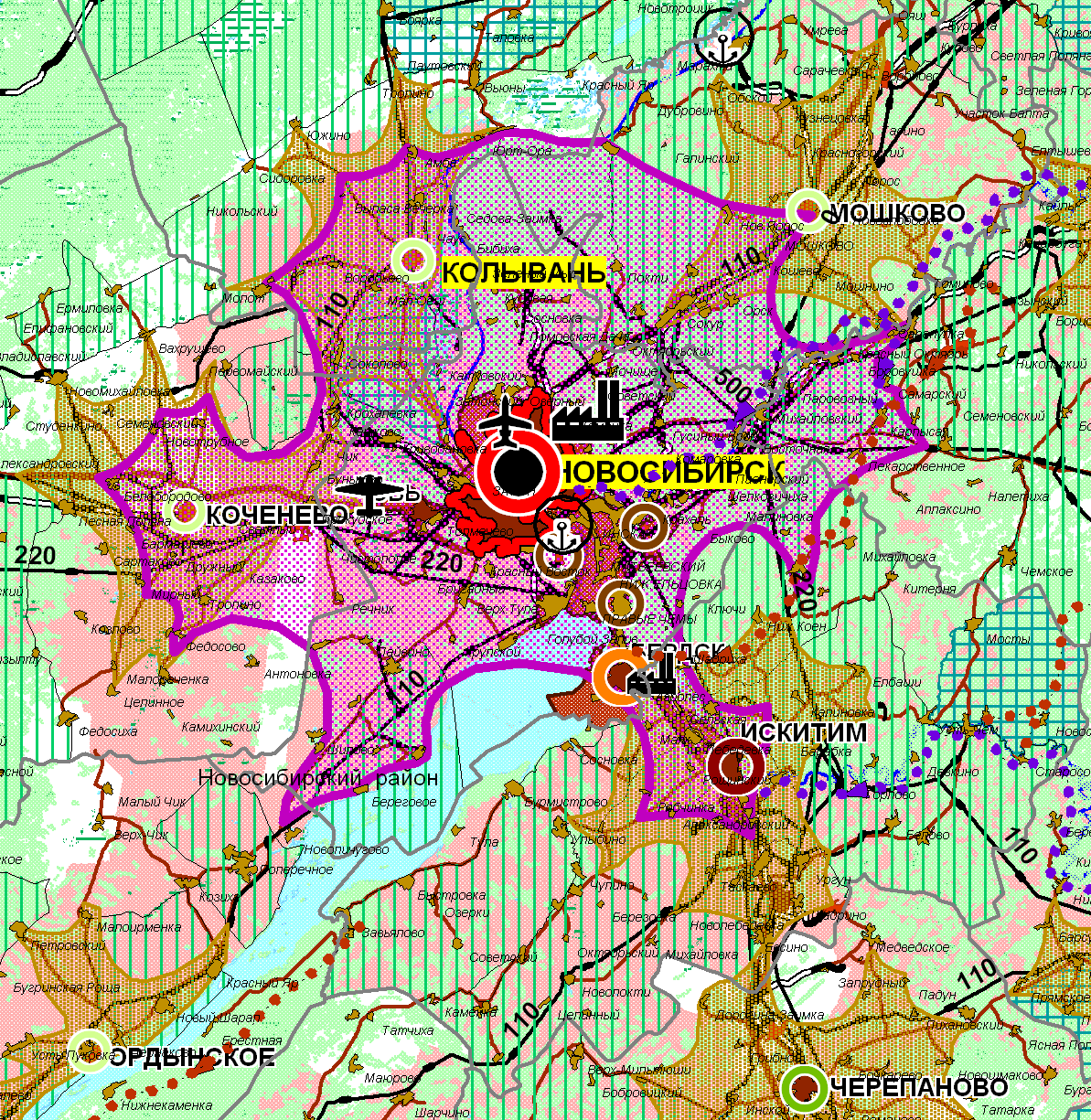
Схема современного использования территории
На карте показаны границы агломерации, очерченные изохроной двухчасовой доступности с использованием средств общественного транспорта. Карта позволяет определить принадлежность к агломерации не только городов, но и конкретных сельских населённых пунктов.
Согласно этой карте в Новосибирскую агломерацию входят:
- Городские округа:
  - Новосибирск (целиком)
  - Бердск (частично)
  - Искитим (целиком)
  - Кольцово (целиком)
  - Обь (целиком)
- Муниципальные районы:
  - Искитимский (частично)
  - Колыванский (частично)
  - Коченёвский (частично)
  - Мошковский (частично)
  - Новосибирский (частично, почти целиком)
  - Ордынский (частично, очень незначительный фрагмент)
  - Тогучинский район (частично)

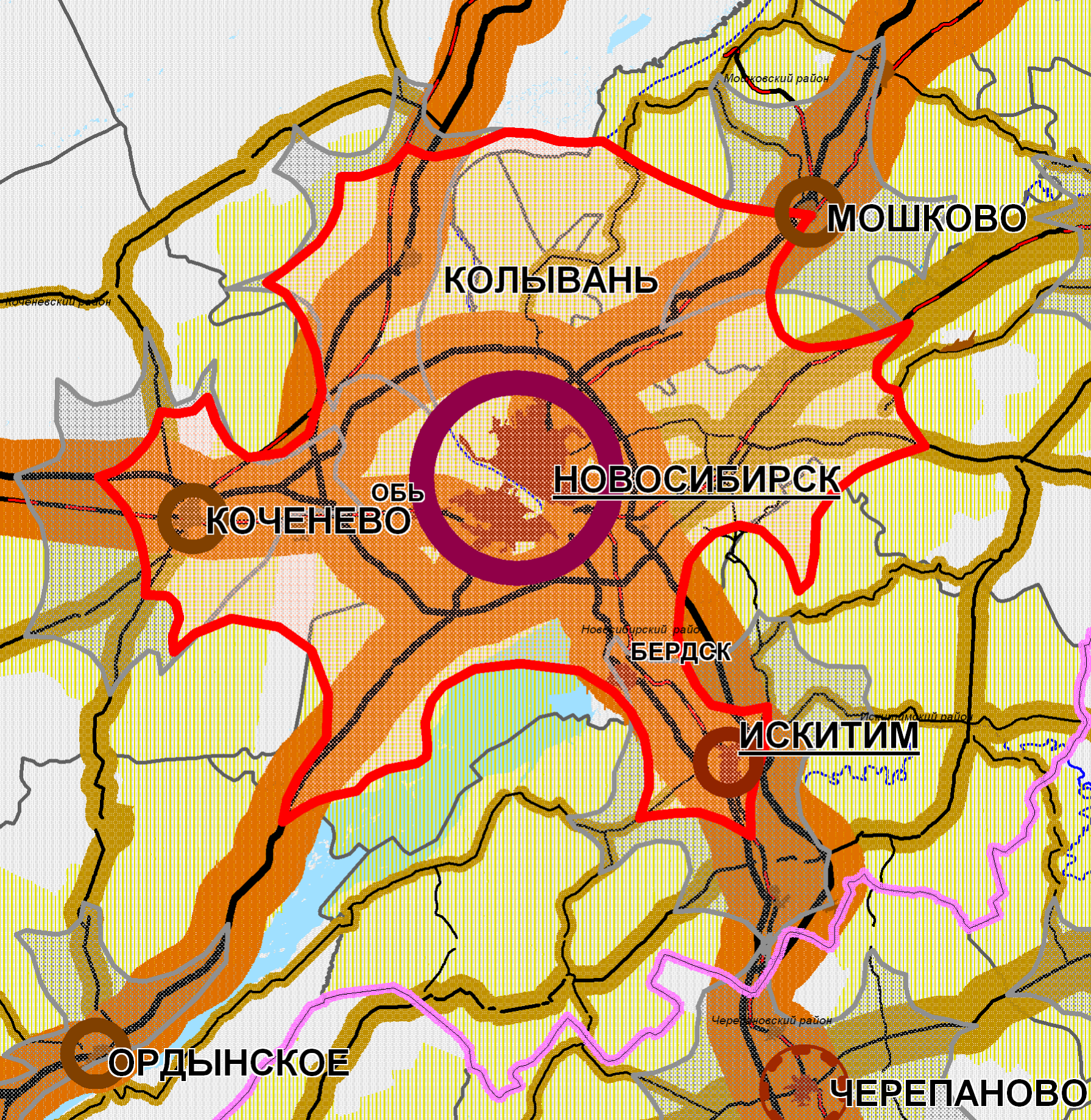
Схема планировочного каркаса
На данной карте даны границы агломерации, которые аналогичны таковым на Схеме современного использования территории.
На обеих картах помимо собственно Новосибирской агломерации нанесены пригородные зоны районных центров (в легенде Схемы планировочного каркаса они именуются как «малые групповые формы расселения», те же пригородные зоны на Схеме современного использования территории определяются как «районная система расселения в границах 1-часовой доступности»).
На схеме видно, что в состав Новосибирской агломерации (в границах 2-часовой доступности из Новосибирска) частично входят пригородные зоны следующих райцентров Новосибирской области:
- Искитим (примерно половина пригородной зоны)
- Колывань (бо́льшая часть пригородной зоны)
- Коченёво (примерно половина пригородной зоны)
- Мошково (меньшая часть пригородной зоны.

В Новосибирскую агломерацию входят сами центры всех перечисленных районных систем расселения.

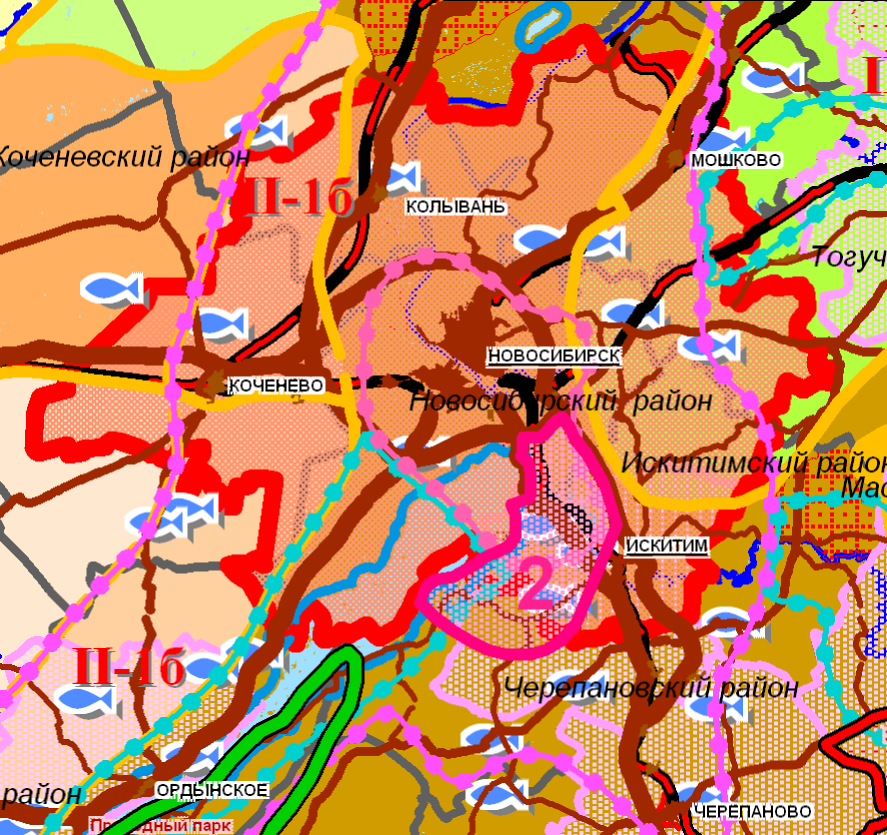
Схема планировочной структуры
На данной схеме граница Новосибирской агломерации очерчена по внешнему краю территорий городских и сельских поселений, входящих в Новосибирскую агломерацию (в легенде карты Новосибирская агломерация именуется как «крупнейшая развитая групповая форма расселения»).
В указанных границах Новосибирская агломерация включает в себя территории следующих муниципальных образований (все они целиком входят в территорию агломерации):
| Название муниципального образования                           | Территория км² | Население 01.01.2011 | Население 01.01.2012 | Население 01.01.2016 | Население 01.01.2019 |
| ------------------------------------------------------------- | -------------- | -------------------- | -------------------- | -------------------- | -------------------- |
| г. Новосибирск                                                | 506,67         | 1 475 136            | 1 498 921            | 1 584 138            | 1 618 039            |
| г. Бердск                                                     | 67,06          | 97 555               | 98 809               | 102 808              | 104 237              |
| г. Искитим                                                    | 29,87          | 59 970               | 59 058               | 57 416               | 56 411               |
| г. Обь                                                        | 21,95          | 25 491               | 26 137               | 28 913               | 29 801               |
| р.п. Кольцово                                                 | 18,84          | 12 519               | 13 033               | 15 531               | 17 450               |
| Новосибирский район                                           | 2 223,20       | 115 774              | 118 659              | 126 557              | 137 987              |
| Некоторые сельские поселения Искитимского района:             | 1 391,79       | 14 607               | 15 176               | 15 604               | 15 389               |
| *Верх-Коёнское сельское поселение                             | 403,12         | 1 087                | 1 124                | 1 027                | 995                  |
| *Мичуринское сельское поселение                               | 34,14          | 2 515                | 2 757                | 2 642                | 2 497                |
| *Морозовское сельское поселение                               | 132,58         | 709                  | 706                  | 645                  | 650                  |
| *Совхозное сельское поселение                                 | 142,27         | 3 938                | 4 051                | 4 345                | 4 321                |
| *Тальменское сельское поселение                               | 415,37         | 2 412                | 2 453                | 2 663                | 2 555                |
| *Чернореченское сельское поселение                            | 264,31         | 3 946                | 4 085                | 4 282                | 4 371                |
| Некоторые городские и сельские поселения Колыванского района: | 899,95         | 17 831               | 18 052               | 18 902               | 18 536               |
| *Городское поселение Колывань                                 | 249,05         | 12 949               | 13 051               | 13 633               | 13 436               |
| *Новотырышкинское сельское поселение                          | 204,90         | 1 597                | 1 637                | 1 738                | 1 694                |
| *Скалинское сельское поселение                                | 213,05         | 2 211                | 2 271                | 2 427                | 2 350                |
| *Соколовское сельское поселение                               | 232,95         | 1 074                | 1 093                | 1 104                | 1 056                |
| Некоторые городские и сельские поселения Коченёвского района: | 1989,50        | 36 417               | 36 939               | 38 232               | 38 817               |
| *Городское поселение Коченёво                                 | 37,23          | 16 363               | 16 442               | 16 768               | 17 180               |
| *Городское поселение Чик                                      | 9,49           | 5 022                | 5 078                | 5 149                | 5 166                |
| *Краснотальское сельское поселение                            | 157,90         | 679                  | 709                  | 725                  | 752                  |
| *Кремлёвское сельское поселение                               | 203,08         | 1 542                | 1 540                | 1 545                | 1 535                |
| *Леснополянское сельское поселение                            | 296,59         | 1 114                | 1 178                | 1 230                | 1 219                |
| *Прокудское сельское поселение                                | 575,30         | 7 838                | 8 028                | 8 557                | 8 671                |
| *Совхозное сельское поселение                                 | 370,68         | 1 311                | 1 379                | 1 668                | 1 659                |
| *Чистопольское сельское поселение                             | 114,02         | 1 338                | 1 369                | 1 375                | 1 402                |
| *Шагаловское сельское поселение                               | 225,21         | 1 210                | 1 216                | 1 215                | 1 233                |
| Некоторые городские и сельские поселения Мошковского района:  | 1 659,03       | 26 984               | 27 143               | 28 075               | 29 298               |
| *Городское поселение Мошково                                  | 54,00          | 10 230               | 10 093               | 9 717                | 9 689                |
| *Барлакское сельское поселение                                | 209,03         | 2 440                | 2 596                | 3 394                | 4 492                |
| *Дубровинское сельское поселение                              | 497,00         | 3 301                | 3 317                | 3 230                | 3 062                |
| *Сарапульское сельское поселение                              | 302,00         | 1 605                | 1 578                | 1 602                | 1 621                |
| *Новомошковское сельское поселение                            | 274,00         | 1 656                | 1 635                | 1 671                | 1 754                |
| *Сокурское сельское поселение                                 | 323,00         | 7 752                | 7 924                | 8 461                | 8 680                |
| Некоторые сельские поселения Тогучинского района:             | 869,29         | 4 037                | 3 934                | 3 868                | 3 750                |
| *Репьёвское сельское поселение                                | 221,48         | 1 926                | 1 876                | 1 848                | 1 789                |
| *Усть-Каменское сельское поселение                            | 297,98         | 1 086                | 1 044                | 1 020                | 990                  |
| *Чемское сельское поселение                                   | 349,83         | 1 025                | 1 014                | 1 000                | 971                  |
| Вся агломерация                                               | 9 677,15       | 1 886 321            | 1 915 861            | 2 020 044            | 2 069 715            |
| Доля в Новосибирской области                                  | 5,44 %         | 70,74 %              | 71,31 %              | 73,13 %              | 74,09 %              |

### Определение Новосибирской агломерации в Стратегии социально-экономического развития Новосибирской области на период до 2025 года
Согласно Стратегии социально-экономического развития Новосибирской области на период до 2025 года (утверждена постановлением Губернатора Новосибирской области от 03.12.2007 № 474)
Новосибирская область обладает специфической пространственной структурой: подавляющая часть её экономического потенциала расположена в Новосибирской городской агломерации, куда наряду с Новосибирском входят также города Бердск, Искитим, рабочие посёлки Кольцово, Краснообск, г. Обь. «Большой Новосибирск» составляет около 80 % населения области, и подобная моногородская структура размещения оказывает серьёзное влияние на тенденции и эффективность экономического развития региона.
Несколько иначе определён состав агломерации в разделе «Стратегические направления развития территориальных кластеров Новосибирской области», где в качестве одного из кластеров фигурирует Новосибирская агломерация, в которую, помимо гг. Новосибирск и Обь, входят также Новосибирский, Ордынский, Коченевский, Искитимский районы включая Бердск и Искитим.
| Муниципальное образование    | Площадь, км² | Численность населения, чел. | Плотность, чел./км² |
| ---------------------------- | ------------ | --------------------------- | ------------------- |
| город Новосибирск            | 505,62       | ↗1 637 266                  | 3238,14             |
| город Бердск                 | 67,06        | ↘101 987                    | 1520,83             |
| город Искитим                | 29,87        | ↘56 509                     | 1891,83             |
| город Обь                    | 21,95        | ↗30 369                     | 1383,55             |
| рабочий посёлок Кольцово     | 18,84        | ↗20 862                     | 1107,32             |
| Новосибирский район          | 2 223,20     | ↗161 124                    | 72,47               |
| Искитимский район            | 4 383,54     | ↘59 007                     | 13,46               |
| Коченёвский район            | 5 071,57     | ↘44 998                     | 8,87                |
| Ордынский район              | 4 388,77     | ↘33 824                     | 7,71                |
| Вся агломерация              | 16 711,47    | 2 145 946                   | 128,41              |
| Доля в Новосибирской области | 9,4 %        | 77,01 %                     |                     |

## Границы пригородной зоны Новосибирска согласно закону Новосибирской области № 93-ОЗ от 14.02.2003

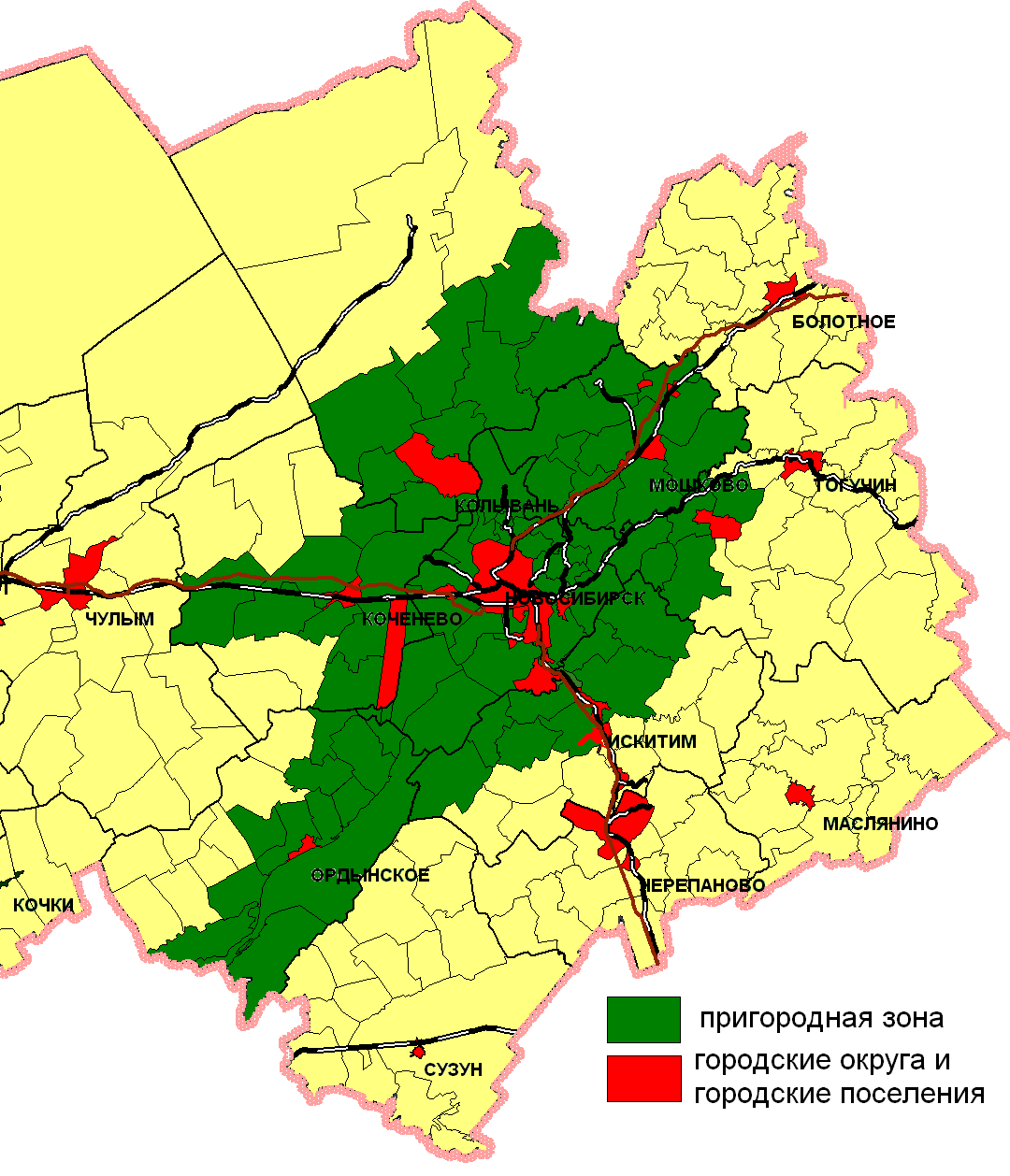
Пригородная зона Новосибирска согласно закону Новосибирской области № 93-ОЗ от 14.02.2003

Закон «О границах пригородной зоны города Новосибирска» был принят Постановлением Новосибирского областного Совета депутатов от 30.01.2003 № 93-ОСД.
Вот как в данном документе даны границы пригородной зоны:
«… земли Новосибирского, Мошковского районов, части земель Искитимского района (Быстровского, Бурмистровского, Улыбинского, Совхозного, Верх-Коенского, Морозовского, Мичуринского, Тальменского сельсоветов, Чернореченского сельсовета, кроме земель, на которых находится Федеральное Государственное унитарное предприятие „Новосибирский завод искусственного волокна“), часть земель Тогучинского района (Репьевского, Буготакского, Борцовского, Усть-Каменского сельсоветов), часть земель Ордынского района (кроме Пролетарского, Филипповского, Шайдуровского, Верх-Алеусского, Устюжанинского, Рогалевского, Верх-Чикского, Петровского сельсоветов), часть земель Коченевского района (кроме Овчинниковского, Новомихайловского, Крутологовского, Целинного, Федосихинского сельсоветов), часть земель Колыванского района (кроме Пономаревского, Пихтовского, Королевского сельсоветов).»
В законе, в его ст.2, уточняется, что находящиеся в пределах внешней границы пригородной зоны земли населённых пунктов не имеют статуса пригородной зоны.
Тем не менее внутри этой границы в сумме проживает 1,87 млн чел. (2009) на площади внутри периметра внешней границы пригородной зоны 18,6 тыс. км².

## Альтернативные подходы к делимитации границ Новосибирской агломерации
Использование изохроны 2-часовой транспортной доступности с использованием индивидуальных автомобилей
В работе В. А. Григорьева «Границы и зоны влияния Новосибирской агломерации» критикуется использованный в Схеме территориального планирования Новосибирской области подход к определению границ агломерации, как изохроны 2-часовой транспортной доступности исключительно средствами общественного транспорта. Автор работы, напротив, утверждает, что в настоящее время большинство перемещений из центра агломерации на её периферию и в противоположном направлении происходит с использованием не общественного, а личного транспорта. Данное утверждение не обосновывается статистическими или социологическими данными о фактических поездках проживающих в пригородной зоне, кроме того, расчет изохрон исходя из оптимальной скорости движения по дорогам разного качества предполагает трафик без пробок, что не отражает реальности пригородов Новосибирска с конца XX века. Исходя из этого автор предлагает значительно большие радиусы доступности в пределах той же 2-часовой изохроны: 167 км по основным федеральным дорогам, 148 км по федеральным межобластным дорогам, 130 км по областным дорогам, 111 км по местным дорогам. Автор построил территорию агломерации как совокупность дорог, вдоль которых имеется по его расчётам 2-часовая транспортная доступность средствами личного транспорта, с 10-километровой зоной в каждую сторону от дороги. Таким способом построенная территория агломерации на севере и юге даже выходит за пределы Новосибирской области, однако автор сознательно ограничил её областными границами, исключив фрагменты, заходящие в Алтайский край и Томскую область.
В таких границах, по подсчётам автора, площадь зоны 2-часовой транспортной доступности из Новосибирска составляет 24,4 тыс. км² и простирается до райцентров Чулым, Ордынское, Черепаново, Тогучин, Болотное.
Далее автор объединил построенную им зону 2-часовой транспортной доступности с пригородной зоной согласно закону Новосибирской области № 93-ОЗ от 14.02.2003. Полученный результат был приведён автором в соответствие с существующей сеткой границ муниципальных образований. Таким образом определённая Новосибирская агломерация будет иметь площадь 32,6 тыс. км² и население 2,07 млн чел. При этом ядро агломерации (городские округа Новосибирск, Бердск, Обь, Кольцово и Новосибирский район) имеет площадь 3,44 тыс. км², население 1 644,9 тыс. жит. (2009), а периферия агломерации — площадь 29,13 тыс. км², население 425,1 тыс. жит. (2009). В ядре агломерации средняя плотность населения составляет 478 чел./км², а в периферийной зоне всего 14,6 чел./км² (в 33 раза меньше).
Агломерация в таких границах как по территории, так и по населению сопоставима с целым рядом областей Европейской части страны.
Встречаются также утверждения о формировании Сибирской конурбации (Южно-Сибирской) с общей численностью населения в 5,5 млн человек и включающей в себя, помимо Новосибирска, следующие города: Барнаул, Томск, Кемерово и Новокузнецк.